# Stenoloba glaucescens
Stenoloba glaucescens là một loài bướm đêm trong họ Noctuidae.